# Jean Bartik
Jean Bartik (Gentry Country, 27 december 1924 – Poughkeepsie, 23 maart 2011) was een Amerikaans wiskundige. Ze was een van de zes oorspronkelijke programmeurs van de ENIAC, de eerste universele elektronische digitale computer.

## Jeugd en opleiding
Bartik werd in 1924 geboren als Betty Jean Jennings in Gentry Country in Missouri (Verenigde Staten). Ze ging naar het Northwest Missouri State Teachers College en studeerde in 1945 af in wiskunde.

## Carrière
In 1945 was het Amerikaanse leger op zoek naar wiskundestudenten, Bartik solliciteerde en werd aangenomen. Ze werd aangenomen als computer door de Universiteit van Pennsylvania om handmatig artillerietrajecten te berekenen voor de Army Ordnance in Aberdeen Proving Ground. Tijdens haar werk ontmoette Betty Jean Jennings haar latere echtgenoot William Bartik. William Bartik was een ingenieur die werkte aan het Pentagon-project aan de Universiteit van Pennsylvania. Ze trouwden in 1946 en scheidden in 1968.

## ENIAC
Toen de Electronic Numeric Integrator and Computer (ENIAC) werd ontwikkeld om de trajecten van granaten en raketten sneller te berekenen, solliciteerde Bartik naar een plek in het project. Ze werd aangenomen als een van de eerste zes programmeurs samen met Kathleen Antonelli, Betty Holberton, Marlyn Meltzer Ruth Teitelbaum en Frances Spence. Omdat de ENIAC een geheim project was mochten de programmeurs eerst niet in de kamer waar de computer stond opgesteld. Ze moesten al hun berekeningen van blauwdrukken maken in de naastgelegen kamers. Nadat ze dat een keer succesvol hadden gedaan mochten ze in het vervolg wel de kamer in waar de ENIAC stond.
In de documentaire "Top Secret Rosies: The female computers of WWII" werd verslag gedaan van het werk van Bartik en de andere programmeurs. Bartik werkte later aan een project om van de ENIAC de eerste programma-opgeslagen computer te maken. In de eerste opzet werd de ENIAC bediend met schakelaars en kabels die omgezet en verplaatst konden worden.
Na de oorlog werkte Bartik samen met Presper Eckert en John Mauchly om de BINAC en UNIVAC I computers te ontwerpen.

## Latere carrière
Na ze een tijd was gestopt om voor haar kinderen te zorgen, ging Bartik in 1967 weer aan het werk als redacteur voor Auerbach Publishers. Later werkte ze nog voor het bedrijf Data Decisions. Nadat ze in 1985 (Bartik was inmiddels 61) haar baan had verloren ging ze aan de slag als makelaar. Ze overleed op 23 maart 2011.

## Eerbetoon
In 1997 werd Bartik opgenomen in de Women in Technology International Hall of Fame samen met de andere vijf oorspronkelijke ENIAC-programmeurs.
In 2008 werd ze een Fellow van het Computer History Museum "voor haar bijdragen als een van de eerste programmeurs van het baanbrekende ENIAC-computersysteem en voor haar latere hulp bij het omzetten van het ENIAC-systeem in een van de eerste programmeerbare computers". In hetzelfde jaar ontving ze de IEEE Computer Pioneer Award van de IEEE Computer Society voor "haar pionierswerkzaamheden als een van de eerste programmeurs inclusief het leiden van het allereerste team van ENIAC-programmeurs en haar pionierswerkzaamheden aan de BINAC en UNIVAC. Ze ontving ook een Korenman Award van het Multinational Center for Development of Women in Technology (MDWIT).
In het Northwest Missouri State University in Maryville (Missouri) is een Bartik-museum. Hierin zijn zeldzame ENIAC-, BINAC- en UNIVAC-tentoonstellingen te zien.
Het standaardthema van Drupal, Bartik, is vernoemd naar Jean Bartik.